# Ottomar Müller

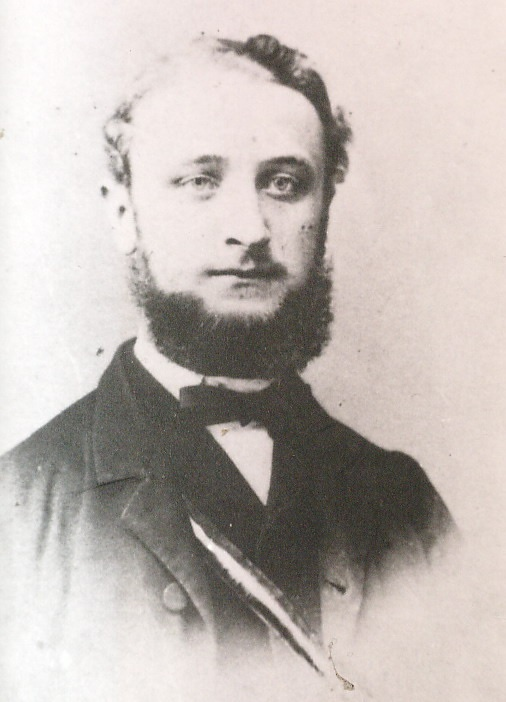
Ottomar Müller

Wilhelm Heinrich Friedrich Ottomar Müller (* 1. Mai 1847 in Norath, Kreis St. Goar; † 17. März 1921 in Köln) war ein deutscher Richter und Reichstagsabgeordneter.

## Leben
Ottomar Müller stammte aus einer protestantischen Familie. Sein Vater war Bürgermeister. Nach dem Besuch der Volksschule in Pfalzfeld (Kreis St. Goar) und der Höheren Bürgerschule in Boppard bestand Müller 1866 am Königlich Preußischen Gymnasium Koblenz das Abitur. Er studierte anschließend an der Friedrichs-Universität Halle Rechtswissenschaft und wurde 1866 im Corps Normannia-Halle aktiv. Coetanen waren Paul Georg von Möllendorff, Hugo Rothert und Stephan Genzmer. Als Inaktiver wechselte er an die Ruprecht-Karls-Universität Heidelberg und die Friedrich-Wilhelms-Universität zu Berlin.
1870 begann er die Referendarausbildung in Koblenz. 1875 wurde er dort Gerichtsassessor. Nach bestandenem Examen wurde er 1877 zunächst Friedensrichter am Amtsgericht St. Wendel, 1879 dort Amtsrichter, 1887 Richter am Landgericht und anschließend Landgerichtsrat am Landgericht Bonn. 1893 wurde er zum Oberlandesgerichtsrat am Oberlandesgericht Köln ernannt.
Er diente 1870 als Einjährig-Freiwilliger in Koblenz und nahm am Deutsch-Französischen Krieg teil. Er wurde zum Oberleutnant der Landwehr befördert und erhielt mehrere Orden.
In der Reichstagswahl 1907 wurde er als Abgeordneter des Wahlkreises Arnsberg 3 (Altena–Iserlohn) als Kandidat der Freisinnigen Volkspartei in der Stichwahl gegen den Sozialdemokraten Haberland mit 57,1 % der Stimmen in den Reichstag (Deutsches Kaiserreich) gewählt. Maßgeblich beteiligt war er am Zusammenschluss der Liberalen zur Fortschrittlichen Volkspartei unter Friedrich Naumann, mit dem ihn eine lebenslange Freundschaft verband. Dem Reichstag gehörte er bis 1912 an.

## Familien
Ottomar Müller hatte aus seiner ersten Ehe mit Elisabeth, geb. Groos (gest. 19. Oktober 1902 in Köln) eine Tochter und fünf Söhne. Der älteste starb als cand. ing. in jungen Jahren. Die vier anderen wurden im Corps Borussia Tübingen aktiv und nahmen am Ersten Weltkrieg teil, drei fielen, Walter Müller wurde in der Zeit des Nationalsozialismus Kölner Landgerichtspräsident, er lebte später mit der ledigen Schwester in einem Haushalt.
Am 16. August 1910 ging Ottomar Müller in Biestow mit der Gutspächtertochter Martha (Caroline Helene Elise), geb. Ritter (1887–1971) eine zweite Ehe ein, die nach seinem Tod als Witwe mit zwei weiteren Söhnen nach Rostock zurückkehrte und dort u. a. als Zeichenlehrerin, Heimatforscherin und unter ihrem Ehenamen als Martha Müller als Publizistin wirkte.

## Ehrungen
- Eisernes Kreuz II. Klasse
- Ehrenmitglied des Corps Normannia-Halle (1894)
- Roter Adlerorden IV. Klasse
- Landwehr-Dienstauszeichnung II. Klasse.[3]
- Geh. Justizrat (1904)